# Nordic Journal of Working Life Studies
Nordic Journal of Working Life Studies er et international engelsk-sproget videnskabeligt tidsskrift.
Redaktørerne mødtes først gang i december 2009 og det første nummer blev udgivet i august 2011.
Oprindeligt var tidsskriftet tilgængelig fra www.nordicwl.dk, men nu hører det hjemme på platformen tidsskrift.dk.
Tidsskriftet har sædvanligvis udkommet fire gange om året.
Det udgives af VIA University College og har redaktører fra de nordiske lande.
Relaterede nordiske tidsskrifter er Tidsskrift for arbejdsliv, Arbetsmarknad & Arbetsliv, Søgelys på arbeidslivet og Työelämän tutkimus.